# Hörstrahlung
Als Hörstrahlung (Radiatio acustica) bezeichnet man eine Projektionsbahn im Gehirn, die das Ende der Hörbahn darstellt. Es handelt sich um Axone, die aus dem Corpus geniculatum mediale des Thalamus stammen und die das vierte Neuron der Hörbahn bilden. Diese Axone ziehen durch die Pars sublentiformis der Capsula interna zu den Gyri temporales transversi (Heschl-Querwindungen), welche die primäre Hörrinde darstellen.